# Denmark International 2013
Die FZ Forza Denmark International 2013 im Badminton fanden vom 1. bis zum 4. Mai in Frederikshavn in der Arena Nord in der Rimmens Allé 37 statt. Es war die dritte Auflage dieses Turnieres. Das Preisgeld betrug 15.000 US-Dollar und das Turnier wurde damit in das Level 4A des BWF-Wertungssystems eingeordnet. Der Referee war Monique Bastien aus der Schweiz.

## Sieger und Platzierte
| Disziplin    | Gold                                 | Silber                              | Bronze                              |
| ------------ | ------------------------------------ | ----------------------------------- | ----------------------------------- |
| Herreneinzel | Viktor Axelsen                       | Ville Lång                          | Misbun Ramdan Mohmed Misbun         |
| Herreneinzel | Viktor Axelsen                       | Ville Lång                          | Kieran Merrilees                    |
| Dameneinzel  | Olga Konon                           | Mette Poulsen                       | Stefani Stoeva                      |
| Dameneinzel  | Olga Konon                           | Mette Poulsen                       | Line Kjærsfeldt                     |
| Herrendoppel | Marcus Ellis Paul van Rietvelde      | Anders Skaarup Rasmussen Kim Astrup | Rasmus Bonde Mads Pieler Kolding    |
| Herrendoppel | Marcus Ellis Paul van Rietvelde      | Anders Skaarup Rasmussen Kim Astrup | Mathias Christiansen David Daugaard |
| Damendoppel  | Line Damkjær Kruse Marie Røpke       | Emma Wengberg Emelie Lennartsson    | Tatjana Bibik Anastasia Chervyakova |
| Damendoppel  | Line Damkjær Kruse Marie Røpke       | Emma Wengberg Emelie Lennartsson    | Stefani Stoeva Gabriela Stoeva      |
| Mixed        | Anders Skaarup Rasmussen Lena Grebak | Kim Astrup Maria Helsbøl            | Marcus Ellis Alyssa Lim             |
| Mixed        | Anders Skaarup Rasmussen Lena Grebak | Kim Astrup Maria Helsbøl            | David Daugaard Line Damkjær Kruse   |

## Finalergebnisse
| Disziplin    | Sieger                               | Finalist                            | Ergebnis          | Dauer |
| ------------ | ------------------------------------ | ----------------------------------- | ----------------- | ----- |
| Herreneinzel | Viktor Axelsen                       | Ville Lång                          | 21-17 21-11       | 0:41  |
| Dameneinzel  | Olga Konon                           | Mette Poulsen                       | 21-15 21-10       | 0:26  |
| Herrendoppel | Marcus Ellis Paul van Rietvelde      | Anders Skaarup Rasmussen Kim Astrup | 25-23 16-21 21-19 | 0:41  |
| Damendoppel  | Line Kruse Marie Røpke               | Emma Wengberg Emelie Lennartsson    | 22-20 21-11       | 0:42  |
| Mixed        | Anders Skaarup Rasmussen Lena Grebak | Kim Astrup Maria Helsbøl            | 21-16 21-8        | 0:27  |